# دراگوی
دراگوی (به صربی: Dragolj) یک منطقهٔ مسکونی در صربستان است که در ناحیه موراویتسا واقع شده‌است. دراگوی ۳۶۴ نفر جمعیت دارد.